# Liste des conseillers départementaux de la Haute-Garonne
Pour un article plus général, voir Conseil départemental de la Haute-Garonne.
Cet article dresse la liste des conseillers départementaux de la Haute-Garonne et des anciens conseillers généraux.

## Période 2021-2028

### Composition du conseil départemental de laHaute-Garonne(54 sièges)
| Parti                                     | Sigle | Sigle | Élus | Groupes                                      |
| ----------------------------------------- | ----- | ----- | ---- | -------------------------------------------- |
| Majorité (48 sièges)                      |       |       |      |                                              |
| Parti socialiste                          |       | PS    | 32   | Socialiste, radical, progressiste et citoyen |
| Divers gauche                             |       | DVG   | 3    | Socialiste, radical, progressiste et citoyen |
| Parti radical de gauche                   |       | PRG   | 2    | Socialiste, radical, progressiste et citoyen |
| Mouvement républicain et citoyen          |       | MRC   | 1    | Socialiste, radical, progressiste et citoyen |
| Place publique                            |       | PP    | 1    | Socialiste, radical, progressiste et citoyen |
| Génération.s                              |       | G·s   | 4    | Génération.s, socialisme et écologie         |
| Parti communiste français                 |       | PCF   | 3    | Communiste, républicain citoyen              |
| Divers gauche                             |       | DVG   | 2    | Haute-Garonne Citoyenne                      |
| Opposition (6 sièges)                     |       |       |      |                                              |
| Les Républicains                          |       | LR    | 1    | Union de la droite et du centre              |
| Union des démocrates et indépendants      |       | UDI   | 1    | Union de la droite et du centre              |
| Union des démocrates et indépendants      |       | UDI   | 1    | Pour notre canton                            |
| Agir                                      |       | Agir  | 1    | Pour notre canton                            |
| Horizons                                  |       | H     | 1    | Continuons ensemble pour le Comminges        |
| Divers gauche                             |       | DVG   | 1    | Continuons ensemble pour le Comminges        |
| Président du conseil départemental        |       |       |      |                                              |
| Georges Méric puis Sébastien Vincini (PS) |       |       |      |                                              |

### Liste des conseillers départementaux de laHaute-Garonne
| Canton             | Conseillers départementaux      | Parti | Parti             |
| ------------------ | ------------------------------- | ----- | ----------------- |
| Auterive           | Maryse Vezat-Baronia            |       | PS                |
| Auterive           | Sébastien Vincini               |       | PS                |
| Bagnères-de-Luchon | Roselyne Artigues               |       | PS                |
| Bagnères-de-Luchon | Patrice Rival                   |       | PS                |
| Blagnac            | Pascal Boureau                  |       | PS                |
| Blagnac            | Line Malric                     |       | PRG               |
| Castanet-Tolosan   | Bernard Bagnéris                |       | DVG               |
| Castanet-Tolosan   | Aude Lumeau-Préceptis           |       | PS                |
| Castelginest       | Victor Denouvion                |       | PS                |
| Castelginest       | Sandrine Floureusses            |       | PS                |
| Cazères            | Sandrine Baylac                 |       | PS                |
| Cazères            | Loïc Gojard                     |       | PS                |
| Escalquens         | Georges Méric (2021-2022, dém.) |       | PS                |
| Escalquens         | Patrice Arséguel                |       | DVG               |
| Escalquens         | Émilienne Poumirol              |       | PS                |
| Léguevin           | Didier Laffont                  |       | PS                |
| Léguevin           | Véronique Volto                 |       | PS                |
| Muret              | Jérôme Bouteloup                |       | DVG               |
| Muret              | Sophie Touzet                   |       | G.s               |
| Pechbonnieu        | Didier Cujives                  |       | PS                |
| Pechbonnieu        | Sabine Geil-Gomez               |       | PS                |
| Plaisance-du-Touch | Serge Deuilhé                   |       | DVG               |
| Plaisance-du-Touch | Marie-Claude Leclerc            |       | PS                |
| Portet-sur-Garonne | Thierry Suaud                   |       | PS                |
| Portet-sur-Garonne | Annie Vieu                      |       | PS                |
| Revel              | Gilbert Hébrard                 |       | PS                |
| Revel              | Florence Siorat                 |       | DVG               |
| Saint-Gaudens      | Jean-Yves Duclos                |       | DVG               |
| Saint-Gaudens      | Céline Laurenties-Barrère       |       | UDI puis Horizons |
| Toulouse-1         | Isabelle Hardy                  |       | G.s               |
| Toulouse-1         | Julien Klotz                    |       | PS                |
| Toulouse-2         | Christine Courade               |       | PS                |
| Toulouse-2         | Jean-Michel Fabre               |       | PS                |
| Toulouse-3         | Anne Boyer                      |       | PS                |
| Toulouse-3         | Alain Gabrieli                  |       | PS                |
| Toulouse-4         | Inès Goffre-Pedrosa             |       | PCF               |
| Toulouse-4         | Aurélien Taravella              |       | PP                |
| Toulouse-5         | Mourad Fellah                   |       | G.s               |
| Toulouse-5         | Anaïs Saint-Aubain              |       | PCF               |
| Toulouse-6         | Zohra El Kouacheri              |       | PS                |
| Toulouse-6         | Jean-Louis Llorca               |       | PS                |
| Toulouse-7         | Laurence Degers                 |       | DVG               |
| Toulouse-7         | Arnaud Simion                   |       | PS                |
| Toulouse-8         | Marie-Claude Farcy              |       | PS                |
| Toulouse-8         | Vincent Gibert                  |       | PS                |
| Toulouse-9         | Caroline Honvault               |       | DVG               |
| Toulouse-9         | Marc Péré                       |       | DVG               |
| Toulouse-10        | Jean-Baptiste de Scorraille     |       | LR                |
| Toulouse-10        | Sophie Lamant                   |       | UDI puis Horizons |
| Toulouse-11        | Christophe Lubac                |       | G.s               |
| Toulouse-11        | Lauriane Masella                |       | MRC               |
| Tournefeuille      | Martine Croquette               |       | PCF               |
| Tournefeuille      | Dominique Fouchier              |       | PS                |
| Villemur-sur-Tarn  | Karine Barrière                 |       | DVD               |
| Villemur-sur-Tarn  | Jean-Marc Dumoulin              |       | UDI               |

## Période 2015-2021

### Composition du conseil départemental de laHaute-Garonne(54 sièges)
| Parti                                | Sigle | Sigle | Élus | Groupes                             |
| ------------------------------------ | ----- | ----- | ---- | ----------------------------------- |
| Majorité (46 sièges)                 |       |       |      |                                     |
| Parti socialiste                     |       | PS    | 43   | Socialiste, radical et progressiste |
| Parti radical de gauche              |       | PRG   | 2    | Socialiste, radical et progressiste |
| Divers gauche                        |       | DVG   | 1    | Socialiste, radical et progressiste |
| Opposition (8 sièges)                |       |       |      |                                     |
| Union pour un mouvement populaire    |       | UMP   | 3    | Ensemble pour la Haute-Garonne      |
| Union des démocrates et indépendants |       | UDI   | 2    | Ensemble pour la Haute-Garonne      |
| Mouvement démocrate                  |       | MoDem | 1    | Ensemble pour la Haute-Garonne      |
| Divers droite                        |       | DVD   | 1    | Ensemble pour la Haute-Garonne      |
| Divers gauche                        |       | DVG   | 1    | Ensemble pour la Haute-Garonne      |
| Président du conseil départemental   |       |       |      |                                     |
| Georges Méric (PS)                   |       |       |      |                                     |

### Liste des conseillers départementaux de laHaute-Garonne
| Canton             | Conseillers départementaux       | Parti | Parti |
| ------------------ | -------------------------------- | ----- | ----- |
| Auterive           | Maryse Vezat                     |       | PS    |
| Auterive           | Sébastien Vincini                |       | PS    |
| Bagnères-de-Luchon | Roselyne Artigues                |       | PS    |
| Bagnères-de-Luchon | Patrice Rival                    |       | PS    |
| Blagnac            | Pascal Boureau                   |       | PS    |
| Blagnac            | Line Malric                      |       | PRG   |
| Castanet-Tolosan   | Bernard Bagneris                 |       | DVG   |
| Castanet-Tolosan   | Muriel Pruvot                    |       | PS    |
| Castelginest       | Victor Denouvion                 |       | PS    |
| Castelginest       | Sandrine Floureusses             |       | PS    |
| Cazères            | Sandrine Duarte                  |       | PS    |
| Cazères            | Christian Sans                   |       | PS    |
| Escalquens         | Georges Méric                    |       | PS    |
| Escalquens         | Emilienne Poumirol               |       | PS    |
| Léguevin           | Alain Julian                     |       | PS    |
| Léguevin           | Véronique Volto                  |       | PS    |
| Muret              | Antoine Bonilla                  |       | PRG   |
| Muret              | Elisabeth Sere                   |       | PS    |
| Pechbonnieu        | Didier Cujives                   |       | PS    |
| Pechbonnieu        | Sabine Geil-Gomez                |       | PS    |
| Plaisance-du-Touch | Jérome Buisson                   |       | PS    |
| Plaisance-du-Touch | Marie-Claude Leclerc             |       | PS    |
| Portet-sur-Garonne | Sébastien Lery                   |       | PS    |
| Portet-sur-Garonne | Annie Vieu                       |       | PS    |
| Revel              | Gilbert Hébrard                  |       | PS    |
| Revel              | Marie-Claude Piquemal-Doumeng    |       | PS    |
| Saint-Gaudens      | Jean-Yves Duclos                 |       | DVG   |
| Saint-Gaudens      | Céline Laurenties                |       | UDI   |
| Toulouse-1         | Julien Klotz                     |       | PS    |
| Toulouse-1         | Christine Stebenet               |       | PS    |
| Toulouse-2         | Christine Courade                |       | PS    |
| Toulouse-2         | Jean-Michel Fabre                |       | PS    |
| Toulouse-3         | Anne Boyer                       |       | PS    |
| Toulouse-3         | Alain Gabrielli                  |       | PS    |
| Toulouse-4         | André Ducap                      |       | UMP   |
| Toulouse-4         | Jacqueline Winnepenninckx-Kieser |       | MoDem |
| Toulouse-5         | Patrick Pignard                  |       | PS    |
| Toulouse-5         | Paulette Salles                  |       | PS    |
| Toulouse-6         | Zora El Kouacheri                |       | PS    |
| Toulouse-6         | Jean-Louis Llorca                |       | PS    |
| Toulouse-7         | Camille Pouponneau               |       | PS    |
| Toulouse-7         | Arnaud Simion                    |       | PS    |
| Toulouse-8         | Marie-Claude Farcy               |       | PS    |
| Toulouse-8         | Vincent Gibert                   |       | PS    |
| Toulouse-9         | Jean-Jacques Mirassou            |       | PS    |
| Toulouse-9         | Marie-Dominique Vezian           |       | PS    |
| Toulouse-10        | Jean Baptiste de Scoraille       |       | UMP   |
| Toulouse-10        | Sophie Lamant                    |       | UDI   |
| Toulouse-11        | Serban Iclanzan                  |       | UMP   |
| Toulouse-11        | Marion Lalanne de Laubadère      |       | DVD   |
| Tournefeuille      | Dominique Fouchier               |       | PS    |
| Tournefeuille      | Isabelle Rolland                 |       | PS    |
| Villemur-sur-Tarn  | Ghislaine Cabessut               |       | PS    |
| Villemur-sur-Tarn  | Jean-Luc Raysseguier             |       | PS    |

## Période 2011-2015

### Composition du conseil général de laHaute-Garonne(53 sièges)
| Parti                             | Sigle | Sigle | Élus | Groupes                 |
| --------------------------------- | ----- | ----- | ---- | ----------------------- |
| Majorité (44 sièges)              |       |       |      |                         |
| Parti socialiste                  |       | PS    | 38   | Majorité départementale |
| Parti radical de gauche           |       | PRG   | 3    | Majorité départementale |
| Parti communiste français         |       | PCF   | 2    | Majorité départementale |
| Europe Écologie - Les Verts       |       | EÉLV  | 1    | Majorité départementale |
| Opposition (8 sièges)             |       |       |      |                         |
| Union pour un mouvement populaire |       | UMP   | 4    | UMP et apparentés       |
| Divers droite                     |       | DVD   | 4    | UMP et apparentés       |
| Président du conseil général      |       |       |      |                         |
| Pierre Izard (PS)                 |       |       |      |                         |

## Période 2008-2011

### Composition du conseil général de laHaute-Garonne(53 sièges)
| Parti                             | Sigle | Sigle | Élus | Groupes                 |
| --------------------------------- | ----- | ----- | ---- | ----------------------- |
| Majorité (46 sièges)              |       |       |      |                         |
| Parti socialiste                  |       | PS    | 43   | Majorité départementale |
| Parti radical de gauche           |       | PRG   | 2    | Majorité départementale |
| Parti communiste français         |       | PCF   | 1    | Majorité départementale |
| Divers gauche                     |       | DVG   | 1    | Majorité départementale |
| Opposition (6 sièges)             |       |       |      |                         |
| Union pour un mouvement populaire |       | UMP   | 3    | UMP et apparentés       |
| Divers droite                     |       | DVD   | 3    | UMP et apparentés       |
| Président du conseil général      |       |       |      |                         |
| Pierre Izard (PS)                 |       |       |      |                         |